# Philautus acutus
Philautus acutus és una espècie de granota que es troba a Malàisia i, possiblement també, a Brunei.